# Delos R. Johnson
Delos Roselus Johnson (* 19. April 1879 in Franklinton, Washington Parish, Louisiana; † 1. Dezember 1955 in Washington, Louisiana)  war ein US-amerikanischer Politiker. Im Jahr 1924 war er für kurze Zeit kommissarischer Vizegouverneur des Bundesstaates Louisiana.
Über Delos Johnson gibt es so gut wie keine verwertbaren Quellen. Sicher ist, dass er zumindest zeitweise im Livingston Parish lebte und Mitglied der Demokratischen Partei war. Zwischen 1916 und 1920 vertrat er seinen Bezirk im Senat von Louisiana, dessen President Pro Tempore er im Jahr 1924 war. Nach dem Rücktritt von Vizegouverneur Hewitt Bouanchaud am 12. April 1924 übernahm er kommissarisch dessen Amt bis zum Ende der laufenden Legislaturperiode. Dann folgte ihm der neugewählte Vizegouverneur Oramel H. Simpson. Nach dem Ende seiner Zeit als Vizegouverneur verliert sich die Spur von Delos Johnson wieder.